# Annina Volonterio
Annina Volonterio (* 17. November 1888 in Locarno; † 17. April 1972 ebenda) war eine Schweizer Mittelschullehrerin und Schriftstellerin im Kanton Tessin.

## Leben
Annina Volonterio, Tochter des Rechtsanwalts, Stadtpräsidenten von Locarno und Tessiner Staatsrats Giovanni Battista Volonterio (1843–1919) und der Rosa Margaretha Ravené, besuchte die Schulen in Locarno und studierte an der Universität Freiburg, wo sie mit einer Arbeit über die Darstellung der Frau in der Literatur des 14. Jahrhunderts promovierte. Sie unterrichtete danach bis 1948 italienische und französische Sprache und Geschichte an den kantonalen Schulen in Locarno. Sie entschied sich wegen einer in der Familie diagnostizierten erblichen Krankheit dazu, ledig zu bleiben.
Als Schriftstellerin arbeitete Volonterio seit 1931 für verschiedene Verlage in der Schweiz und in Italien und verfasste regelmässig Beiträge für Zeitschriften vor allem zu literarischen und volkskundlichen Themen. Zu ihren bevorzugten Gegenständen zählten die mündliche Legendentradition, Aspekte der religiösen Volkskunde und die Stellung der Frau in Literatur und Gesellschaft. Sie war auch als Übersetzerin tätig. Als überzeugte Feministin engagierte sie sich in verschiedenen Organisationen, die sich für Frauenrechte einsetzten. Schliesslich vermachte Annina Volonterio ihr Wohnhaus in Locarno einer Stiftung, die darin die Casa riposo Annina Volonterio betreibt.
Annina Volonterio war Mitglied des schweizerischen Frauenkulturvereins Club Hrotsvit.

## Werke
- Eterno Femminino Trecentesco. Locarno 1916.
- Gesù tra i pastori. Leggende. Pavia 1930.
- Santa Chiara d'Assisi. Pavia 1932.
- Il giornale di Fiocchino. Milano 1935.
- Suor Maria Celeste Galilei. Torino 1936.
- Genzianelle. Novelle delle montagne. Bellinzona 1938.
- Rose Mariane nel Ticino. Locarno 1940.
- Profili di donne svizzere. Lugano 1946.
- Passa la mamma. Bellinzona 1954.
- L'amico Fufì. Zürich 1954, Schweizerisches Jugendschriftenwerk, Nr. 504, mit Illustrationen von Josef Keller
- Piccolo mondo antico locarnese. Locarno 1958.
- Donne nella vita di Alessandro Manzoni. Torino 1960.
- Ali e zampette. Per far conoscere, per far amare. Bellinzona 1964.
- La scodella di Marianna. Bellinzona 1967.